# Desiigner
Desiigner, właśc. Sidney Royel Selby III (ur. 3 maja 1997 w Nowym Jorku) – amerykański raper, piosenkarz i autor tekstów.
Popularność zdobył wraz z wydaniem debiutanckiego singla „Panda”, który dotarł do pierwszego miejsca na Billboard Hot 100. Wcześniej udzielił się wokalnie na albumie The Life of Pablo Kanye Westa. 11 lutego 2016, raper podpisał kontrakt płytowy z wytwórnią GOOD Music, należącą do Def Jam Recordings.

## Życiorys

### Dzieciństwo i edukacja
Sidney Royel Selby III urodził się 3 maja 1997 w Nowym Jorku na Brooklynie. Występował w chórze szkolnym oraz kościelnym. W wieku czternastu lat zainteresował się rapowaniem oraz został wyrzucony ze szkoły.

### Kariera
Desiigner pierwsze utwory tworzył pod pseudonimem Designer Royel. Jego siostra przekonała go, aby zrezygnował z drugiego imienia i dodał drugie „i” do słowa „Designer”. 3 grudnia 2015 raper wydał swój oficjalny utwór, zatytułowany „Zombie Walk”. 15 grudnia ukazał się debiutancki singiel – „Panda”. Zaledwie pięć dni od premiery singel ukazał się na iTunes. Następnie został ponownie wydany w lutym 2016 roku. Piosenka osiągnęła sukces utrzymując się dwa tygodnie z rzędu na liście Billboard Hot 100. 11 lutego 2016, raper podpisał kontrakt płytowy z wytwórnią GOOD, należącą do Def Jam Recordings. Po podpisaniu kontraktu, Desiigner znalazł się na siódmym albumie Kanye Westa, zatytułowanym The Life of Pablo; pojawił się w utworach „Pt. 2” („Panda” posiada sample z tego utworu) oraz „Freestyle 4”. Desiigner wykonał najnowszą piosenkę „Pluto” na South by Southwest 2016 (SXSW). W wywiadzie dla tygodnika „Billboard”, raper potwierdził wydanie mixtape, zatytułowany Trap History Month. Jednak później tytuł został zmieniony na New English.
5 maja 2016, amerykański producent muzyczny Mike Dean oświadczył, że jest producentem wykonawczym debiutanckiego albumu rapera. Pod koniec maja raper poinformował, że debiutancki album studyjny nazywać się będzie The Life of Desiigner. 12 czerwca nastąpiła premiera singla „Champions”, który został wydany, jako wspólny singiel z kompilacji Cruel Winter, należącą do wytwórni GOOD Music. W utworze oprócz rapera, pojawili się: Kanye West, Gucci Mane, Big Sean, 2 Chainz, Travis Scott, Yo Gotti oraz Quavo. 22 czerwca 2016, Desiigner zaprezentował na żywo utwory z mixtape. 26 czerwca w serwisie Tidal, odbyła się premiera pierwszego wydawnictwa, zatytułowanego New English. Pod koniec lipca ukazał się singiel – „Tiimmy Turner”.

## Dyskografia

### Albumy studyjne
| Rok  | Dane dot. albumu                                                                                      |
| ---- | --- |
| 2017 | The Life of Desiigner - Wydany: 1 września 2017 - Wytwórnia: GOOD, Def Jam - Format: digital download |

### Mixtape
| Rok  | Dane dot. albumu                                                                            | Najwyższe pozycja na listach | Najwyższe pozycja na listach | Najwyższe pozycja na listach | Najwyższe pozycja na listach |
| Rok  | Dane dot. albumu                                                                            | USA                          | USA R&B                      | USA Rap                      | CAN                          |
| ---- | ------------------------------------------------------------------------------------------- | ---------------------------- | ---------------------------- | ---------------------------- | ---------------------------- |
| 2016 | New English - Wydany: 26 czerwca 2016 - Wytwórnia: GOOD, Def Jam - Format: Digital download | 22                           | 14                           | 8                            | 33                           |

### Single
| Rok                                                      | Tytuł                                                                                         | Najwyższe pozycje na listach | Najwyższe pozycje na listach | Najwyższe pozycje na listach | Najwyższe pozycje na listach | Najwyższe pozycje na listach | Najwyższe pozycje na listach | Najwyższe pozycje na listach | Najwyższe pozycje na listach | Najwyższe pozycje na listach | Najwyższe pozycje na listach | Certyfikat | Album                 |
| Rok                                                      | Tytuł                                                                                         | USA                          | USA R&B                      | USA Rap                      | AUS                          | CAN                          | DNK                          | FRA                          | NZL                          | SWE                          | GBR                          | Certyfikat | Album                 |
| -------------------------------------------------------- | --------------------------------------------------------------------------------------------- | ---------------------------- | ---------------------------- | ---------------------------- | ---------------------------- | ---------------------------- | ---------------------------- | ---------------------------- | ---------------------------- | ---------------------------- | ---------------------------- | --- | --------------------- |
| 2015                                                     | „Panda”                                                                                       | 1                            | 1                            | 1                            | 7                            | 4                            | 10                           | 19                           | 4                            | 11                           | 7                            | - USA: 5× platyna - AUS: 2× platyna - CAN: 4× platyna - DNK: platyna - FRA: platyna - GBR: platyna - NZL: platyna - SWE: platyna - POL: 3× platyna | New English           |
| 2016                                                     | „Champions” (oraz Kanye West, Gucci Mane, Big Sean, 2 Chainz, Travis Scott, Yo Gotti i Quavo) | 71                           | 22                           | 15                           | –                            | 73                           | –                            | –                            | –                            | –                            | 128                          | - USA: złoto | Cruel Winter          |
| 2016                                                     | „Tiimmy Turner”                                                                               | 34                           | 10                           | 6                            | –                            | 38                           | –                            | 174                          | –                            | –                            | 136                          | - USA: platyna - FRA: złoto | The Life of Desiigner |
| 2017                                                     | „Outlet”                                                                                      | –                            | 48                           | –                            | –                            | 86                           | –                            | –                            | –                            | –                            | –                            | | —                     |
| 2017                                                     | „Holy Ghost”                                                                                  | –                            | –                            | –                            | –                            | –                            | –                            | –                            | –                            | –                            | –                            | | —                     |
| 2017                                                     | „Thank God I Got It” (featuring Mitus)                                                        | –                            | –                            | –                            | –                            | –                            | –                            | –                            | –                            | –                            | –                            | | —                     |
| 2017                                                     | „Up”                                                                                          | –                            | –                            | –                            | –                            | –                            | –                            | –                            | –                            | –                            | –                            | | —                     |
| 2017                                                     | „Liife” (featuring Gucci Mane)                                                                | –                            | –                            | –                            | –                            | –                            | –                            | –                            | –                            | –                            | –                            | | —                     |
| „–” oznacza, że singel nie był notowany na danej liście. |                                                                                               |                              |                              |                              |                              |                              |                              |                              |                              |                              |                              | |                       |

### Z gościnnym udziałem
| Rok  | Tytuł                                                                  | Album       |
| ---- | ---------------------------------------------------------------------- | ----------- |
| 2016 | „Strapped & Ready” (Rah Smooth featuring Desiigner, Money i Loopy)     | —           |
| 2016 | „Finesse” (Jim Jones featuring Rich Homie Quan, ASAP Ferg i Desiigner) | The Kitchen |
| 2016 | „On the Low” (PHRESHER featuring Desiigner)                            | —           |
| 2016 | „Danny DeVito” (PHRESHER featuring Desiigner i Rowdy Rebel)            | —           |
| 2016 | „Gucci Snakes” (Tyga featuring Desiigner)                              | TBA         |
| 2016 | „Circles” (Pusha T featuring Ty Dolla $ign i Desiigner)                | King Push   |
| 2017 | „All Around The World” (Mura Masa featuring Desiigner)                 | Mura Masa   |
| 2017 | „Durbaan Ka Ii Tuma” (Waayaha Cusub featuring Desiigner)               | —           |
| 2017 | „Mic Drop” (Remix) (BTS feat. Desiigner with Steve Aoki)               | —           |

### Pozostałe
| Rok  | Tytuł                    | Wykonawcy          | Album             |
| ---- | ------------------------ | ------------------ | ----------------- |
| 2016 | „Pt. 2”                  | Kanye West         | The Life of Pablo |
| 2016 | „Freestyle 4”            | Kanye West         | The Life of Pablo |
| 2016 | „Back in My Ways”        | Young King, Mekado | —                 |
| 2016 | „The Difference”         | Meek Mill, Quavo   | DC4               |
| 2017 | „The Song of the Summer” | Logan Paul         | —                 |

## Nagrody i nominacje
| Rok  | Ceremonia                             | Kategoria                                | Rezultat  | Źródło        |
| ---- | ------------------------------------- | ---------------------------------------- | --------- | ------------- |
| 2016 | Teen Choice Awards 2016               | Choice Music: R&B/Hip-Hop Song („Panda”) | Nominacja | [ 61 ]        |
| 2016 | MTV Video Music Awards 2016           | Best New Artist                          | Nominacja | [ 62 ]        |
| 2016 | MTV Video Music Awards 2016           | Best Hip Hop Video („Panda”)             | Nominacja | [ 62 ]        |
| 2016 | BET Hip Hop Awards 2016               | Best Hip Hop Video („Panda”)             | Nominacja | [ 63 ]        |
| 2016 | BET Hip Hop Awards 2016               | People’s Champ Award („Panda”)           | Nominacja | [ 63 ]        |
| 2016 | BET Hip Hop Awards 2016               | Best New Hip Hop Artist                  | Nominacja | [ 63 ]        |
| 2016 | MTV Video Music Awards Japan 2016     | Best Hip Hop Video („Panda”)             | Nominacja | [ 64 ]        |
| 2016 | American Music Awards of 2016         | Video of the Year („Panda”)              | Nominacja | [ 65 ]        |
| 2016 | American Music Awards of 2016         | Favorite Rap/Hip-Hop Song („Panda”)      | Nominacja | [ 65 ]        |
| 2016 | WatsUp TV Africa Music Video Awards   | WatsUp TV Viewers Choice Award („Panda”) | Wygrana   | [ 66 ]        |
| 2017 | 59. ceremonia wręczenia nagród Grammy | Best Rap Performance („Panda”)           | Nominacja | [ 67 ]        |
| 2017 | iHeartRadio Music Awards 2017         | Hip-Hop Song of the Year („Panda”)       | Nominacja | [ 68 ]        |
| 2017 | iHeartRadio Music Awards 2017         | Hip-Hop Artist of the Year               | Nominacja | [ 68 ]        |
| 2017 | iHeartRadio Music Awards 2017         | Best New Hip-Hop Artist                  | Nominacja | [ 68 ]        |
| 2017 | Billboard Music Awards 2017           | Top New Artist                           | Nominacja | [ 69 ] [ 70 ] |
| 2017 | Billboard Music Awards 2017           | Top Streaming Songs Artist               | Nominacja | [ 69 ] [ 70 ] |
| 2017 | Billboard Music Awards 2017           | Top Rap Artist                           | Nominacja | [ 69 ] [ 70 ] |
| 2017 | Billboard Music Awards 2017           | Top Streaming Song (Video) („Panda”)     | Wygrana   | [ 69 ] [ 70 ] |
| 2017 | Billboard Music Awards 2017           | Top Rap Song („Panda”)                   | Wygrana   | [ 69 ] [ 70 ] |